# Satéma
Satéma est une localité, chef-lieu de l'une des six sous-préfectures de la préfecture de Basse-Kotto en République centrafricaine.

## Géographie
La ville est située sur la rive droite et face aux rapides de la rivière Oubangui qui constitue la frontière avec le Congo RDC. Vers le Nord, une piste rurale relie la localité à la route nationale RN2 au niveau de la localité de Dimbi.

## Histoire
Le 15 août 1891, lors de l'expédition Gaillard, la canonnière Le Ballay fait naufrage dans les rapides de Satéma.
Le poste de contrôle administratif de Satéma est créé le 9 juillet 1982 dans la commune de Kotto-Oubangui. En 2002, la localité est érigée en sous-préfecture.

## Économie
La sous-préfecture est située dans une zone de cultures vivrières à maïs, manioc, arachide et riz. Les cultures commerciales sont le coton, le tabac et le café.